# دوغ ورثينجتون
دوغ ورثينجتون (بالإنجليزية: Doug Worthington) هو لاعب كرة قدم أمريكية أمريكي، ولد في 10 أغسطس 1987 في بوفالو في الولايات المتحدة.

## وصلات خارجية
- دوغ ورثينجتون على موقع مرجع كرة القدم المحترفة.كوم (الإنجليزية)